# 57e division (armée impériale japonaise)
Pour les articles homonymes, voir 57e division.
La 57e division (第55師団, Dai-go-jū-nana shidan) est une unité d'infanterie de l'armée impériale japonaise basée à Hirosaki durant la Seconde Guerre mondiale. Son nom de code est Division Intérieur (奥兵団, Oku-heidan). Elle est créée le 10 juillet 1940 en même temps que les 51e, 52e, 54e, 55e, et 56e divisions, comme réserve et unité provisoire. Elle partage son quartier-général avec la 8e division. Elle recrute dans les préfectures d'Aomori, d'Iwate, de Yamagata, et d'Akita. La division est initialement affectée sous l'autorité directe de l'empereur Hirohito mais est transférée à l'armée du district du Nord, formée le 2 décembre 1940.
Afin de participer à l'exercice spécial de l'armée du Guandong (ja) (une mobilisation pour un éventuel conflit à grande échelle avec l'Union soviétique) avec la 51e division, la 57e division est affectée à la 3e armée sous le contrôle de l'armée japonaise du Guandong le 1er août 1941. Les préparations pour la guerre avec les Soviétiques sont officiellement annulées le 9 août 1941 et la 57e division est réaffectée dans la 4e armée.
De 1941 à 1945, la division est utilisée pour défendre la frontière du Heilongjiang au Mandchoukouo. En mars 1945, elle est remplacée par la nouvelle 125e division et envoyée à Fukuoka pour intégrer la 36e armée qui a la tâche de défendre la région de Tokyo. La division a presque entièrement achevé son transfert à Fukuoka le 18 avril 1945. En raison de la tournure dramatique que prend la bataille d'Okinawa, les mouvements prévus de la 57e division sont annulés le 10 mai 1945 et elle est réaffectée à la 16e armée pour contrer une éventuelle invasion américaine durant l'opération Downfall. La division se trouve à Fukuoka au moment de la reddition du Japon le 15 août 1945. Elle n'aura vu aucun combat.